# Heliosia alba
Heliosia alba là một loài bướm đêm thuộc phân họ Arctiinae, họ Erebidae.